# Saint-Ulric
Saint-Ulric est une municipalité de la province de Québec, au Canada, située dans la municipalité régionale de comté de La Matanie, dans la région administrative du Bas-Saint-Laurent. La municipalité fait partie de la région touristique de la Gaspésie et donc de la péninsule gaspésienne. La municipalité actuelle est née de la fusion de la municipalité de village de Saint-Ulric et de la municipalité de paroisse de Saint-Ulric-de-Matane en 2000.

## Toponymie

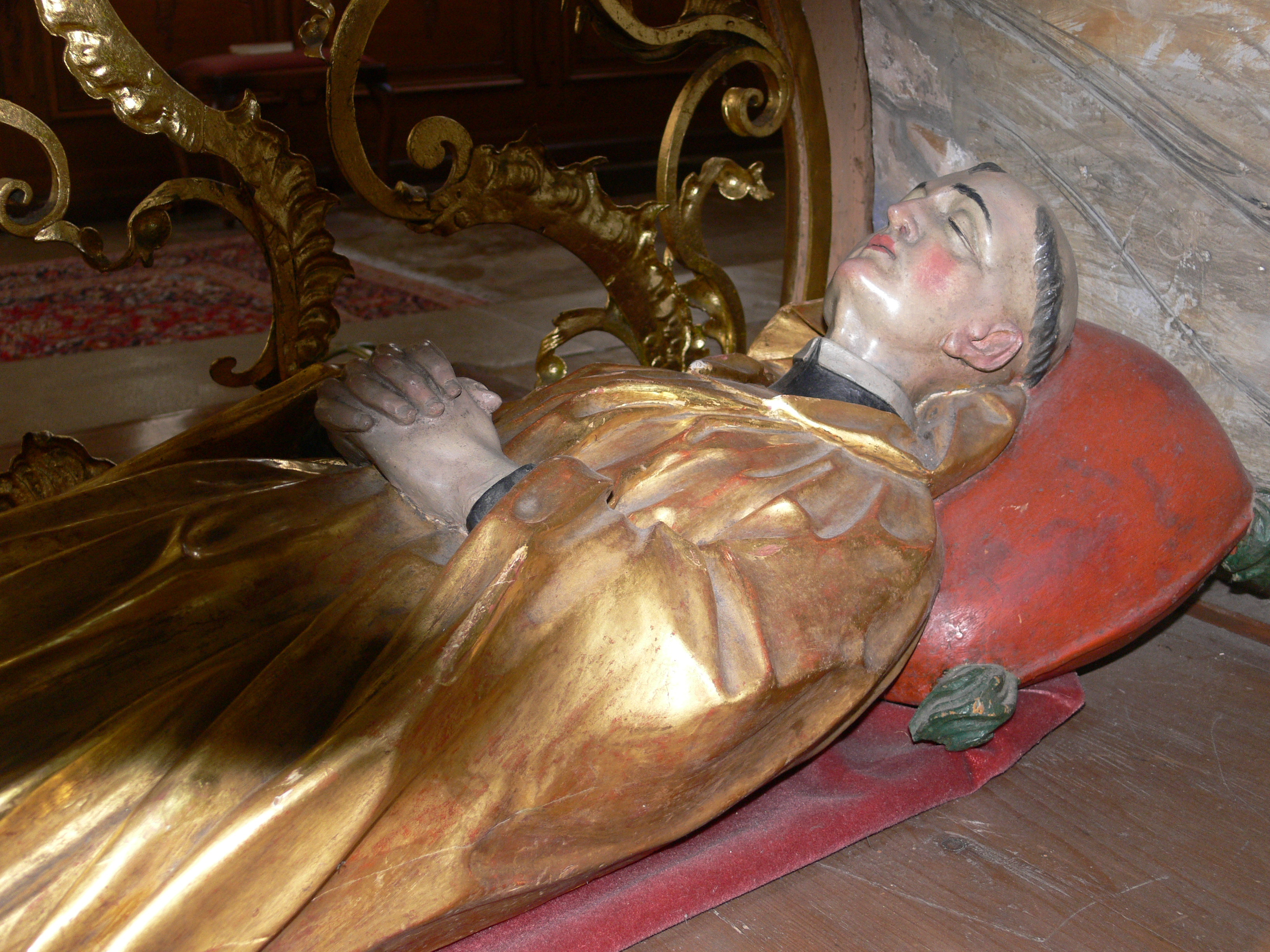
Gisant de saint Ulric (XVIIIe siècle)

L'endroit est d'abord connu sous le nom de Rivière-Blanche, dénomination ayant persisté après l'érection civile, à travers la dénomination Saint-Ulric-de-Rivière-Blanche,.
Le toponyme de Saint-Ulric a été choisi afin d'honorer le juge et homme politique Ulric-Joseph Tessier,,. Tessier et sa femme ont marqué le Bas-Saint-Laurent, régnant sur les seigneuries du Bic, de Trois-Pistoles, de Nicolas-Rioux et de Rimouski. C'est lui qui a fait don du terrain abritant l'église et le presbytère de Saint-Ulric. D'ailleurs, le bureau de poste local a porté le nom de Tessierville de 1860 à 1911. Saint Ulric était un prêtre qui fonda plusieurs monastères en Germanie au Moyen Âge.
La municipalité reprend brièvement le nom de Rivière-Blanche du 12 janvier 2000 au 11 novembre 2000,,.
De son côté le nom de Rivière-Blanche était directement emprunté à la rivière Blanche. Celle-ci doit son nom aux brouillons blancs créés par les chutes et les cascades sur son cours.
Les habitants sont appelés Ulricois et Ulricoises,,.

## Histoire

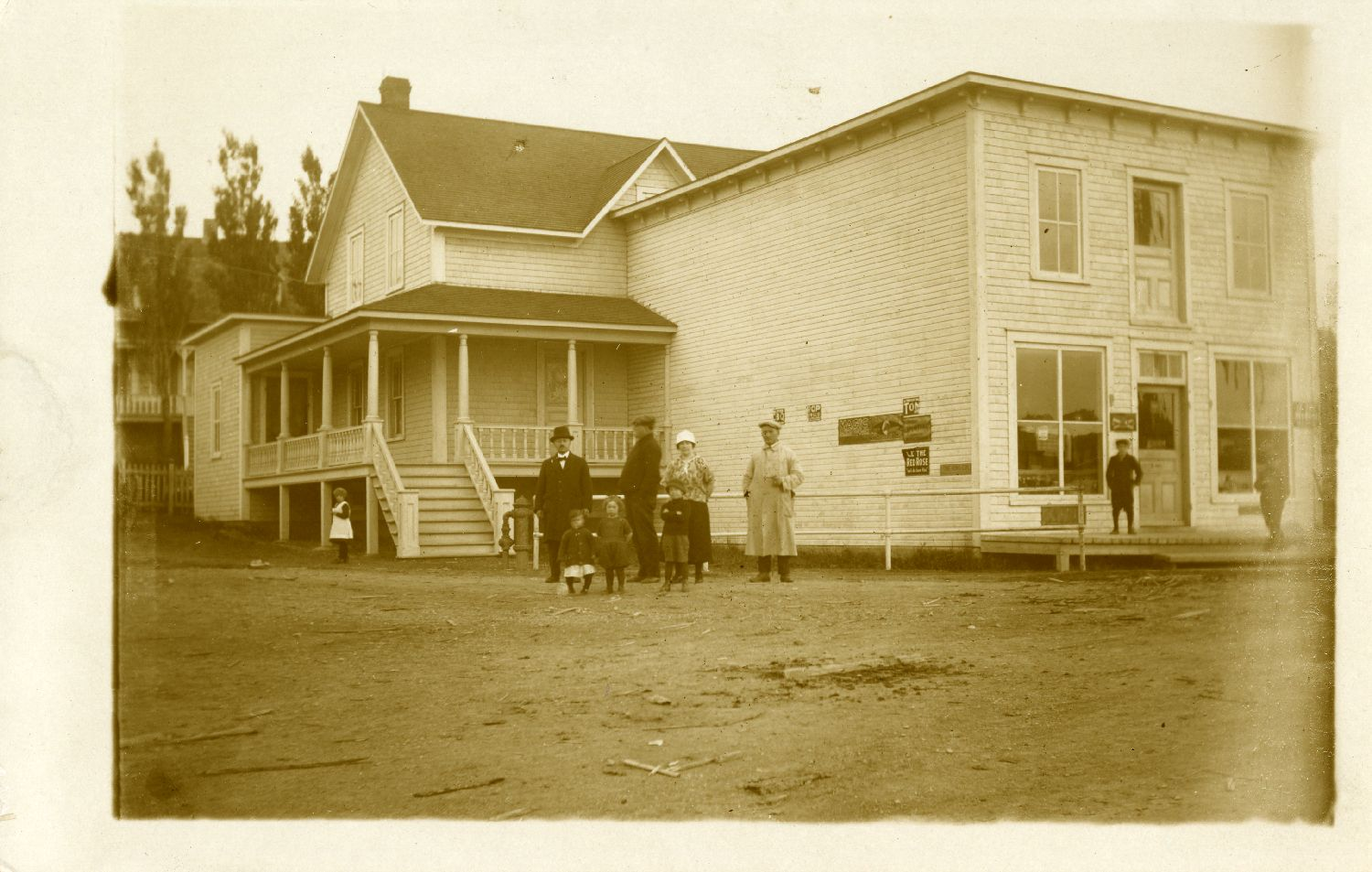
Le magasin D. Roberge en 1910

Les premiers colons arrivent à Saint-Ulric en 1844. La colonie adopte le nom de Rivière-Blanche puisqu'elle est établie autour du cours d'eau du même nom. Une chapelle est construite en 1856 sur un terrain cédé par Ulric-Joseph Tessier. La mission catholique de Saint-Ulric est fondée l'année suivante,. La municipalité de canton de Matane est créée en 1860. Le bureau de poste est ouvert la même année sous le nom de Tessierville. La paroisse de Saint-Ulric-de-Matane est érigée canoniquement et civilement en 1869,,. Le territoire de la paroisse catholique est détaché des paroisses de Matane et de Saint-Damase. Une nouvelle église est construite pour remplacée la chapelle et elle est bénie le 21 août 1878.
En 1910, lors de l'inauguration du chemin de fer entre Mont-Joli et Matane, la gare de Rivière-Blanche permet la desserte des passagers. Le bâtiment sera déménagée à Mont-Joli en 1998.
La venue du chemin de fer facilite le service postal. En 1911, le bureau de poste adopte le nom de Saint-Ulric. La municipalité de village de Saint-Ulric se détache en 1921 de la municipalité de paroisse de Saint-Ulric-de-Matane,. Elle couvre une superficie de 2,5 km2 et est enclavée par la municipalité de canton et le fleuve Saint-Laurent. Le 12 janvier 2000, la municipalité de village de Saint-Ulric et la municipalité de paroisse de Saint-Ulric-de-Matane fusionnent sous le nom de Rivière-Blanche,,,. Le 11 novembre de la même année, la municipalité se dote du nom « Saint-Ulric » de nouveau,,.

## Géographie
Saint-Ulric est situé au bord du fleuve Saint-Laurent sur son versant sud à 400 km au nord-est de Québec et à 300 km à l'ouest de Gaspé. À cette hauteur, le fleuve est appelé « la mer » à cause de sa largeur et de son eau salée. Les villes importantes près de Saint-Ulric sont Matane à 15 km au nord-est, Amqui à 70 km au sud-est ainsi que Mont-Joli à 55 km et Rimouski à 80 km au sud-ouest. Saint-Ulric est situé sur la route 132 dans sa boucle autour de la péninsule gaspésienne entre Baie-des-Sables au sud-ouest et Matane et nord-est.
La municipalité de Saint-Ulric fait partie de la municipalité régionale de comté de Matane dans la région administrative du Bas-Saint-Laurent,. Elle fait partie de la région touristique de la Gaspésie. La paroisse catholique de Saint-Ulric fait partie de l'archidiocèse de Rimouski. Lors de sa création, la municipalité faisait partie du comté de Matane.
Le territoire de la municipalité couvre une superficie totale de 119 km2, y compris une aire urbaine de 2,5 km2,,. En plus de la rivière Blanche, elle comprend également les lacs Blanc, des Cabourons et des Îles,. D'ailleurs, l'embouchure de la rivière Blanche sur le fleuve Saint-Laurent se situe à Saint-Ulric.

### Hydrographie
La rivière Blanche traverse la municipalité du sud-ouest vers le nord-est jusqu'à son embouchure dans l'estuaire maritime du Saint-Laurent au milieu du village.
À partir de son crénon, dans l'ouest, la rivière Alex coule vers le nord-est jusqu'à sa confluence avec la rivière Blanche. 
La rivière Blanche Sud coule dans le sud-ouest vers le nord-est jusqu'à sa confluence avec la rivière Blanche.
La rivière Tartigou serpente à travers la limite nord-ouest jusqu'à son embouchure dans l'estuaire.
À partir de son crénon, dans le sud-ouest, la Petite rivière Blanche coule vers le nord jusqu'à son embouchure dans l'estuaire.

## Démographie
| 1996  | 2001  | 2006  | 2011  | 2016  | 2021  |
| ----- | ----- | ----- | ----- | ----- | ----- |
| 1 699 | 1 649 | 1 696 | 1 642 | 1 545 | 1 567 |

Selon Statistique Canada, la population de Saint-Ulric était de 1 585 habitants en 2016, dont 595 dans le village. La municipalité a connu un déclin démographique de 6,7 %. L'âge médian des Ulricois est de 52,4 ans.
Saint-Ulric accueille plusieurs villégiateurs; la municipalité compte 878 logements privés sur son territoire, mais 755 de ces logements sont habités par des résidents permanents. La quasi-totalité des logements de Saint-Ulric sont des maisons individuelles.
Selon Statistique Canada, 2,8 % de la population est issue de l'immigration ou n'a pas de statut de résidence. 98,8 % de la population a le français comme langue maternelle, et 18,0 % de la population maitrise les deux langues officielles et tout le monde maitrise le français. Selon Statistique Canada, 1,3 % de la population a une identité autochtone.
Le taux de chômage dans la municipalité était de 13,0 % en 2016. Le revenu médian des Ulricois était inférieur à la moyenne québécoise par 6,9 %, se chiffrant à 30 707 $ en 2015.
25,2 % de la population de 15 ans et plus de Saint-Ulric n'a aucun diplôme d'éducation. 22,6 % de cette population a au plus un diplôme de niveau secondaire en poche. 12,0 % personnes ont obtenu diplôme de niveau universitaire. La plupart des Ulricois ont étudié dans les domaines de l'architecture, le génie et des services connexes.

## Administration
Le conseil municipal de Saint-Ulric est composé d'un maire et de six conseillers qui sont élus en bloc à tous les quatre ans sans division territoriale,,.
| Saint-Ulric Maires depuis 2001                                                                                       |                            |                      |          |
| Élection | Maire                      | Qualité              | Résultat |
| 2001 | Éva Robichaud              |                      | Voir     |
| 2005 | Aucun candidat à la mairie |                      | Voir     |
| n/d | Serge Gendron              | Second mandat        | Voir     |
| 2009 | Pierre Thibodeau           | Préfèt de La Matanie | Voir     |
| 2013 | Pierre Thibodeau           | Préfèt de La Matanie | Voir     |
| 2015 | Serge Gendron              | Troisième mandat     | Voir     |
| 2017 | Pierre Lagacé              |                      | Voir     |
| 2021 | Michel Caron               |                      | Voir     |
| Élection partielle en italique Depuis 2005, les élections sont simultanées dans toutes les municipalités québécoises |                            |                      |          |

De plus, Louise Coll est la directrice-générale, la secrétaire-trésorière et la coordonnatrice en mesures d'urgences de la municipalité.

## Personnalités
- Germain Beaulieu, avocat, homme de lettres et scientifique
- Loraine Lagacé, femme politique et écrivaine
- Arthur-Joseph Lapointe, homme politique
- David Ouellet, homme politique
- Joseph-Alphonse Pelletier, entrepreneur et homme politique
- Jean-Claude Watts, maire de la paroisse de Saint-Ulric de 1986 à 1997.

## Services
Saint-Ulric est dotée d'une école primaire et secondaire, Monseigneur-Belzile. Les services financiers sont assurés par une caisse populaire Desjardins. La municipalité était dotée d'un service d'incendie assuré par 15 pompiers volontaires à la caserne 17. En 2017, la caserne est fermée dans le cadre d’un plan d’optimisation du service des incendies de La Matanie. La municipalité est depuis desservie par la caserne de Matane et les pompiers autrefois employés de la municipalité sont désormais employés de la ville de Matane.

## Économie
Les activités économiques principales de Saint-Ulric sont l'agriculture et le tourisme,. Le tourisme local est surtout dû à l'attrait du fleuve Saint-Laurent pour la villégiature,. La municipalité comprend également des exploitations bovines, laitières, ovines et porcines. La tourbe y est aussi exploitée. Plusieurs commerces sont aussi présents.
Un important parc d'éoliennes est implanté à Saint-Ulric. Le Jardin d'Éole, opéré par Northland Power, compte 24 éoliennes en sol ulricois produisant 75 kilowatts de puissance,. L'électricité est vendue à Hydro-Québec.

## Représentations politiques
Québec : Saint-Ulric fait partie de la circonscription provinciale de Matane-Matapédia. Cette circonscription est actuellement représentée par Pascal Bérubé, député du Parti québécois.
 Canada : Saint-Ulric fait partie de la circonscription fédérale de Avignon—La Mitis—Matane—Matapédia. Elle est représentée par Kristina Michaud, députée du Bloc québécois.